# Leonardo Borges
Leonardo Borges (Montevideo, 11 de junio de 1981 - ) es un profesor de historia, historiador y escritor uruguayo. Se especializa en historia uruguaya y artiguismo.

## Biografía
Comenzó su carrera luego de graduarse como Profesor de Historia en 2002, al lado del reconocido escritor Carlos Maggi. Incursionó en los medios en el año 2006 de la mano de Alejandro Camino en el programa radial "La mañana en Camino", posteriormente debuta en televisión protagonizando una columna histórica en el programa "Buen día Uruguay" donde también se desempeñó como panelista.
Ha trabajado como periodista y columnista en medios gráficos, radios y portales web (Viva la tarde - Radio Sarandí, Revista Mundo Uruguayo, Revista Freeway). Como panelista en el programa Esta boca es mía (Canal 12) y asesor histórico y guionista en El Gran uruguayo (Canal 10). Trabajó como panelista en el programa Buen Día Uruguay (Canal 4), columnista en la revista Caras y Caretas y en el programa radial La mañana en Camino, en Diamante Fm. 
Fue guionista en el programa adolescente C+, emitido por TNU. 
Se destaca como escritor por su vasta experiencia publicando libros, artículos y suplementos, y colaborando con otros autores. También siendo un gran Representante de la Historia uruguaya.
Además se desempeñó como asesor del ministro de defensa Eleuterio Fernández Huidobro liderando su equipo de prensa.[cita requerida]

## Obras
- 2024- Nazis en Uruguay. 1922-1942. Ediciones B.
- 2021- La Historia escondida del Uruguay. Vol. II. Héroes, antihéroes y villanos. Ediciones B.
- 2020- Sangre y Barro. (Reedición) Ediciones B.
- 2019- La Historia escondida del Uruguay. Mitos, verdades y dudas de nuestra historia. Ediciones B.[3]
- 2017- La Historia impertinente. Apuntes para un debate de actualidad. Ediciones de la Plaza.[4]
- 2015– El Enigma de Purificación. Editorial Fin de Siglo.[5]
- 2015– Prólogo a la reedición especial del libro Viaje de Montevideo a Paysandú de Dámaso Antonio Larrañaga. Editado por la Universidad del Trabajo del Uruguay (UTU).
- 2013– La poesía está muerta. Ediciones de la Plaza.[6]
- 2012– Montevideo ciudad de casas. Varios autores. Capítulo “Montevideo a escala humana”. Zona Editorial.
- 2012– Historia de la educación en el Uruguay. Tomo III, La educación uruguaya 1886 – 1930. Varios autores. Capítulo "El Período 1903-1930". Ediciones de la Plaza.
- 2011– La Gaceta de la Plaza. Publicación obsequio sobre el Bicentenario del inicio del Proceso de Emancipación Oriental 1811 – 2011. 34º Feria internacional del libro de Montevideo. Ediciones de la Plaza. 16 páginas.
- 2011– Ancapeanos. Publicación en conmemoración de los ochenta años de ANCAP. Artículo “De los fogones artiguistas a la ANCAP. Breve historia de la energía en el Uruguay”. Zona editorial.
- 2010- Sangre y Barro. Ediciones de la Plaza.[7]
- 2009- Artigas revelado. Ediciones de la Plaza.[8]
- 2008- De Colón a la Revolución de la independencia (en coautoría con Carlos Maggi). Libro de texto para 4º año. Ediciones Rosgal.
- 2007- La historia secreta de Montevideo. Ediciones de la Plaza.[9]
- 2006- Desde Artigas a nuestros días (en coautoría con Carlos Maggi). Libro de texto para 6º año. Ediciones Rosgal.
- 2006- Cual retazo. Anacronismos de jurar la bandera. Ediciones de la Plaza.[10]

## Premios
- 2009, Premio Quijote
- 2006, Premio Bartolomé Hidalgo, categoría revelación
- 2000, Primer premio en el Concurso Nacional 150 años del Fallecimiento del prócer José Artigas)